# Type 93 (autoblindo)
La autoblindo Type 93 (in giapponese: 九三式装甲自動車, Kyūsan-shiki sōkō jidōsha) era un veicolo blindato ruotato giapponese utilizzato dalla Kaigun Tokubetsu Rikusentai della Marina imperiale giapponese dal 1933 (anno imperiale 2593, da cui il nome ufficiale) al 1945.

## Storia

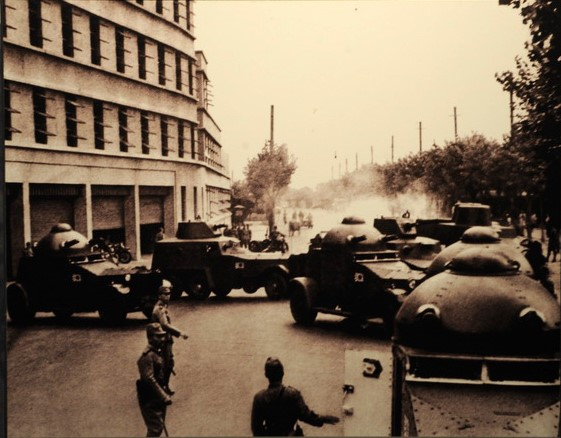
Autoblindo giapponesi durante la battaglia di Shanghai. La seconda da sinistra è una Type 93, tra 4 Vickers Crossley Model 25.

I primi veicoli corazzati utilizzati dalle truppe imperiali giapponesi furono autocarri rivestiti con piastre di ferro e armati di mitragliatrici. Le forze speciali navali da sbarco, costituite nel 1928 e di stanza in Manciuria e Cina, erano particolarmente interessate alle autoblindo. Nel 1930 venne adottata la Type 92 Chiyoda, prima autoblindo prodotta in Giappone, seguita dalla Type 91 So-Mo bimodale strada-rotaia nel 1931. Poco dopo l'introduzione di queste prime autoblindo arrivarono richieste per altri armamenti e veicoli blindati. Il modello Type 92 Osaka fu progettato dalla Ishikawajima Motor Works (ora Isuzu) nel 1932, ma fu sostituita già dall'anno successivo dalla Type 93 Kokusan. Compito principale della Type 93 era fornire supporto di fuoco alla fanteria nelle città e nei villaggi nei territori occupati dai giapponesi. Alcune furono usate durante la battaglia di Shanghai. Il mezzo venne realizzato in piccoli numeri, 5 o 50 a secondo della fonte.

## Tecnica
L'autoblinda Type 93 era basata sul telaio di un autocarro Ford a tre assi. Su questo era saldato una struttura metallica cui erano imbullonate le piastre corazzate spesse da 4 a 11 mm. Sebbene progettato principalmente per l'uso nella Cina continentale, aveva scarse caratteristiche fuoristrada ed era quindi utilizzato solo nei teatri urbani in città e villaggi. Fatta eccezione per il vano motore e la torretta, le piastre corazzate erano disposte ad angolo retto per facilitare la produzione del mezzo. L'interno del veicolo da 4,5 t era costituito da un unico vano equipaggio. Come di consueto per i veicoli dell'epoca, la torretta, armata di mitragliatrice pesante Vickers calibro 7,7 × 56 mm R, era montata nella parte posteriore. Dal momento che il telaio era di origine britannica, il posto di guida era a sinistra, cosa insolita per i veicoli corazzati giapponesi. Un mitragliere sedeva alla destra del conducente, azionando una delle quattro mitragliatrici Type 11 da 6,5 × 50 mm Arisaka; altre due erano montate su supporti sferici sulle fiancate; la quarta era installata sulla parte posteriore della torretta ad uso antiaereo. Una coppia di ruote folli tra il primo asse sterzante e i due assi posteriori motori potevano essere abbassate per facilitare il superamento di ostacoli.